# Tiffany Jones
Tiffany Jones is een Britse stripreeks, van Jenny Butterworth (scenario) en Pat Tourret (tekeningen). De stripreeks begon in 1964 in de krant Daily Sketch. Een strip volledig gecreëerd door vrouwen was toen uitzonderlijk. De strip behandelt het dagelijks leven en de romantische avonturen van de jonge Tiffany Jones. Daarbij verscheen ze vaak schaars gekleed. De strip kende succes in het Verenigd Koninkrijk, maar ook in de Verenigde Staten en enkele Europese landen. De strip werd in Frankrijk gepubliceerd in Paris-Jours. In 1973 volgde er een verfilming.